# Sofian Kiyine
Sofian Kiyine (ur. 2 października 1997 w Verviers) – marokański piłkarz belgijskiego pochodzenia, występujący na pozycji pomocnika w belgijskim klubie Leuven. Wychowanek Standardu Liège, w trakcie swojej kariery grał także w takich zespołach, jak Chievo, Salernitana, Lazio oraz Venezia. Młodzieżowy reprezentant Maroka.